# Styria
     Styria austriacka
     Styria słoweńska

     12. Księstwo Styrii w ramach Austro-Węgier

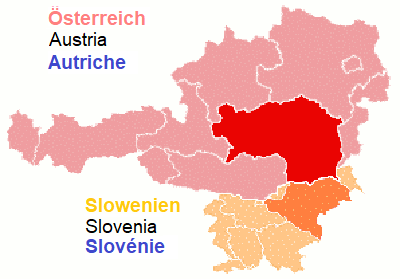
Styria austriacka
Styria słoweńska

Styria (niem. Steiermark, słoweń. Štajerska) – kraina historyczna w środkowej Europie. Obecnie większość Styrii należy do Austrii (zob. Styria (Austria)), a południowa część, zwana też Styrią Dolną – do Słowenii (zob. Styria (Słowenia)).

## Historia
We wczesnym średniowieczu, po zasiedleniu przez Słowian, we wschodnich Alpach powstało Księstwo Styrii, należące do Królestwa Wschodniofrankijskiego. W latach 1192–1246 rządzone przez dynastię Babenbergów. W drugiej połowie XIII wieku władzę nad nim na krótko przejął król czeski Przemysł Ottokar II. Jednak po jego klęsce w walce z Rudolfem Habsburgiem w 1278 roku Księstwo Austrii i Księstwo Styrii przeszły pod panowanie dynastii Habsburgów, stając się jednym z fundamentów ich monarchii.
Po I wojnie światowej Księstwo Styrii zostało rozdzielone między Austrię i Królestwo Serbów, Chorwatów i Słoweńców.
W czasie II wojny światowej jako gau zarządzane przez Siegfrieda Uiberreithera.
Obecnie Styria (austriacka) to 16 388 km², mieszkańców ok. 1,2 mln. Jest to drugi pod względem wielkości kraj związkowy Austrii. Stolicą jest miasto Graz. Pozostała część historycznej Styrii leży obecnie w granicach Słowenii.
Herbem Styrii jest walcząca srebrna pantera ziejąca czerwonym ogniem, całość na zielonym tle. Herb zwieńczony jest koroną.

## Rolnictwo i kulinaria
Styria słynie z produkcji oleju z pestek dyni, który stosowany jest do wypieków (np. chleba), przyrządzania zup, ciast itp. Dla wytworzenia 1 litra oleju zużywane jest ok. 2,2 litra pestek z dyni. Poza olejem produkowane jest tutaj wino (winnice położone najwyżej w Europie – 600 m n.p.m.) ze szczepów winogron (Blauer Wildbacher) uprawianych tylko w tym rejonie.